# Лівшиц Яків Анатолійович
Лівшиц Яків Анатолійович (нар. 26 серпня 1912, Вітебськ, Вітебська губернія, Російська імперія — пом. 16 березня 1983, Москва, СРСР) — радянський архітектор, член Спілки архітекторів СРСР (1958) і Спілки художників СРСР (1968).

## Життєпис
Народився 26 серпня 1912 року в місті Вітебськ, Вітебська губернія, Російська імперія. У 1929 році закінчив середню школу в Москві.
У 1929—1934 роках навчався гравіюванню в типографії нотодруку. Паралельно з цим у 1931—1934 роках перебував на звільненій комсомольській роботі в Дзержинському РК ВЛКСМ у Москві.
У 1934—1937 роки проходив військову службу в Червоній армії.
Протягом 1937—1938 років навчався на робочому факультеті Московського архітектурного інституту, протягом 1938—1941 років його студент.
Приймав активну участь у німецько-радянській війні, у 1942 році отримав поранення і був шпиталізований до 1943 року. Після одужання займав посаду заступника начальника будівництва одного з оборонних заводів.
У 1945–1946 роках працював над дипломною роботою в Московському архітектурному інституті, навчання в якому перервав через початок війни (дипломні керівники — І. В. Жолтовський, Б. С. Мезенцев).
Протягом 1946—1950 років художник-архітектор Московського товариства художників (МТХ), 1950 по 1951 роки начальник ЇЇ цеху інтер'єрів творчо-промислової бази.
З 1956 по 1962 роки займав посаду директора Комбінату декоративно-оформлювального мистецтва.
З 1958 року член Спілки архітекторів СРСР, з 1968 року — Спілки художників СРСР.
Помер 16 березня 1983 року у Москві.

## Роботи
Вів велику суспільну роботу в системі Московської місцевої організації художнього фонду РРФСР, будучи членом художніх рад Комбінату декоративно-оформлювального мистецтва, Комбінату прикладного мистецтва, а також у системі художнього фонду СРСР. За період творчої діяльності Лівшицем було здійснено близько 40 великих комплексних об'єктів, які поєднали у собі зусилля понад 100 художників 5 творчих комбінатів: скульптури, монументально-декоративного, прикладного, мальовничого та графічного мистецтв.

### Вибрані проєкти
- Магазин-салон Художнього фонду РРФСР (Москва, 1950);
- Обласний драматичний театр імені Станіславського (Караганда, 1961—1963);
- Державний драматичний театр імені Єрмолової (Новочеркаськ, 1962—1964);
- Міський будинок культури (Азов, 1967—1968);
- Палаци культури міста Душанбе, Ростов, Красноярськ і Уфа (1972);
- Державний інститут фізичної культури (Москва, 1974);
- Палац молоді (Москва, 1976—1980);
- Драматичний театр імені Коміссаржевської (Новочеркаськ, 1982—1983).